# Каэси-ута
«Каэси-ута» или «ханка» (反歌 = はんか ) — жанр японской поэзии. Это пятистишие-танка, являющееся приложением к тёка или нагаута (длинному стихотворению) или присланная в ответ, то есть, это жанр несамостоятельный.
А. Е. Глускина в статье «Поэзия заката древности и ранней зари средневековья» так определяет этот жанр:
«Для тёка, или нагаута, более позднего периода характерно наличие ханка, или каэси-ута, — своеобразного припева, или рефрена, в виде примыкающей к тёка танка — пятистишия, передающего основную мысль или главный эмоциональный акцент «длинной песни»; иногда это просто отклик на содержание тёка, порой даже в виде ответа от другого лица. Последнее, видимо, отражает перекличку женского и мужского хора в обрядовых хороводах. Каэси-ута может быть несколько и разных по характеру, но чаще всего бывает одна или две.»
Примеры «Каэси-ута» во множестве представлены в антологии «Манъёсю». Например, нагаута Отомо-но Якамоти с двумя дополняющими «каэси-ута»:

4398
<19-й день 2-й луны>
Песня, сложенная от лица воина, уходящего в стражи,
передающая его чувства и рассказывающая о его думах

<Отомо Якамоти>

Императора приказу
С трепетом внимаю я,
Расстаюсь с женой своей,
Тяжела разлука мне.
Но отважный дух бойца
Я спешу поднять в себе,
Снаряжаюсь в дальний путь,
За ворота выхожу.
И родная мать моя
Гладит ласково меня,
И, как вешняя трава,
Юная моя жена
Держит за руки меня.
Чтобы был спокоен путь, —
Приношу мольбу богам.
«Счастлив будь в своем пути,
Возвращайся поскорей!» —
Говорят жена и мать
И, одежды рукавом
Слёзы смахивая с глаз,
Причитают надо мной,
Мне напутствия твердят.
Как взлетает стая птиц,—
Трогаюсь в дорогу я,
Но всё мешкаю в пути,
Всё оглядываюсь я.
И всё дальше ухожу,
Расстаюсь с родной землёй,
Высоко взбираюсь я,
Через горы перейдя,
Прибываю в Нанива,
Где в зелёных тростниках
Осыпаются цветы...
Ввечеру, когда прилив,
Выплываю на ладье,
Поутру, в затишья час,
Ветра жду, спеша ладью
Повернуть в обратный путь,
А пока передо мной
Дымкой вешнею туман
Закрывает острова,
Крики дальних журавлей
Так печально здесь звучат,
И, когда их слышу я,
Вспоминаю дом родной,
Что далеко от меня,
И горюю я о нем
Так, что стрелы за спиной
Стонут жалобно со мной!

4399—4400
Каэси-ута

4399

Когда ночами полные печали
Звучат у моря крики журавлей
И дымкою туман
Плывет в морские дали,—
Тоскую я о родине моей!

4400

Когда о доме я тоскую
И ночи провожу без сна в пути,
Из-за весенней дымки
Мне не видно
Зелёных тростников, где плачут журавли!»